# Chaerilus seiteri
Espèce
Chaerilus seiteri est une espèce de scorpions de la famille des Chaerilidae.

## Distribution
Cette espèce est endémique de Negros aux Philippines.

## Description
Le mâle holotype mesure 24,2 mm et la femelle paratype 23 mm.

## Étymologie
Cette espèce est nommée en l'honneur de Michael Seiter.

## Publication originale
- Kovařík, 2012 : Five New Species of Chaerilus Simon, 1877 from China, Indonesia, Malaysia, Philippines, Thailand, and Vietnam (Scorpiones: Chaerilidae). Euscorpius, no 149, p. 1-14 (texte intégral).